# Teddy Bridgewater
Theodore "Teddy" Bridgewater Jr. (nascido em 10 de novembro de 1992) é jogador de futebol americano que atua na posição de quarterback pelo Tampa Bay Buccaneers na National Football League (NFL). Ele jogou futebol universitário na Universidade de Louisville e foi selecionado pelo Minnesota Vikings na primeira rodada do Draft da NFL de 2014. Ele atuou na NFL por dez anos e foi titular em sessenta e cinco partidas.

## Primeiros anos
Filho de Teddy Bridgewater Sr. e Rose Murphy, Bridgewater nasceu em Miami, Flórida, em 10 de novembro de 1992. Frequentou a Miami Northwestern High School. Em seu segundo ano, ele substituiu Jacory Harris como quarterback titular e assumiu uma equipe que foi nomeada campeã nacional de 2007 pelo USA Today. Ele completou 97 passes (60,6%) para 1.560 jardas durante a temporada, lançando 16 touchdowns com três interceptações. Ele também correu 45 vezes para 211 jardas (4,7 na média). Northwestern terminou a temporada com uma recorde de 13-3, perdendo para a Seminole High School of Sanford por 28-21 no jogo do título do 6A State.
Em seu terceira temporada, Bridgewater passou para 2.546 jardas e 32 touchdowns e correu para 379 jardas e mais cinco touchdowns. Em um jogo do final de setembro contra Hialeah-Miami Lakes High School, ele completou 19 passes para 327 jardas e um recorde de sete touchdowns. Ele foi nomeado pro segundo time All-State e pro primeiro time All-County pelo Miami Herald. Northwestern terminou a temporada com um recorde de 10-2.
No último ano, Bridgewater teve 2.606 jardas de passe e 22 touchdowns, apesar de perder partes da temporada com uma lesão no ligamento colateral medial. Ele também correu para 223 jardas e mais oito touchdowns. Northwestern teve um recorde de 9-3 na temporada, perdendo por 42-27 para o Miami Central nas semifinais da 6-A, na qual ele lançou para 436 jardas e marcou quatro touchdowns.
Considerado como um recruta de quatro estrelas, Bridgewater foi considerado o sexto melhor prospecto de quarterback no país por Rivals.com.
| Nome | Cidade Natal                                                          | High school / college          | Altura | Peso  | 40‡ | Commit date            |
| --- | --------------------------------------------------------------------- | ------------------------------ | ------ | ----- | --- | ---------------------- |
| Teddy Bridgewater QB | Miami, Flórida                                                        | Miami Northwestern High School | 1.91 m | 84 kg | 4.7 | 10 de Dezembro de 2010 |
| Teddy Bridgewater QB | Recruiting star ratings: Scout: Rivals: 247Sports: N/A ESPN grade: 80 |                                |        |       |     |                        |
| Overall recruiting rankings: Scout: 6 (QB) Rivals: 6 (QB), 23 (FL), 113 (National) ESPN: 9 (QB), 73 (Southeast)                                                                                                   |                                                                       |                                |        |       |     |                        |
| - Nota: Em muitos casos, Scout, Rivals, 247Sports e ESPN podem entrar em conflito em suas listas de altura e peso. Nestes casos, a média foi obtida. As notas da ESPN estão em uma escala de 100 pontos. Sources: |                                                                       |                                |        |       |     |                        |

## Carreira na Faculdade

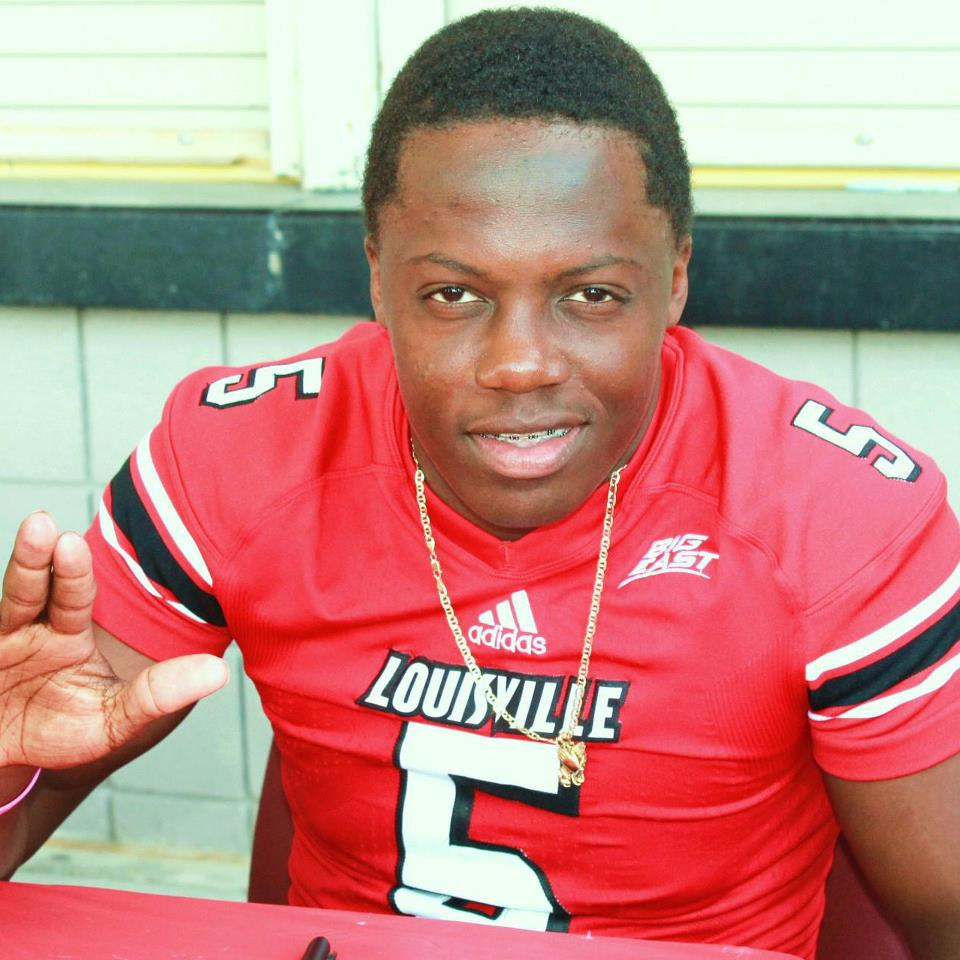
Bridgewater em Louisville

Como um calouro em 2011, Bridgewater entrou na temporada como reserva de Will Stein, mas começou o quarto jogo da temporada contra Marshall e permaneceu como titular no resto do ano. Ele terminou a temporada completando 191 passes para 2.129 jardas com 14 touchdowns e 12 interceptações.
Por sua atuação, ele foi nomeado o Novato do Ano da Big East e foi nomeado o novato do ano por Rivals.com, Scout.com, CBS Sports e Sporting News.
No segundo ano de 2012, Bridgewater foi titular em 11 dos 12 jogos da temporada regular. Em seu único jogo como reserva, ele saiu do banco depois de se lesionar contra Rutgers, ele liderou sua equipe para uma vitória, um título da Big East e um lugar na BCS. Ele terminou a temporada regular completando 267 passes para 3.452 jardas com 25 touchdowns e apenas 7 interceptações.
Ele terminou em 6º no país em porcentagem de conclusão, 8º em jardas por tentativa e 7º em eficiência de passes. Por seu jogo, ele foi nomeado o Jogador Ofensivo do Ano do Big East.
Bridgewater e seu time entraram no Sugar Bowl de 2013 para enfrentar o Florida Gators. Bridgewater passou para 266 jardas e um par de touchdowns para se tornar o MVP do jogo em uma vitória por 33-23.
Em 2013, em seu terceiro ano, Bridgewater completou 303 passes para 3.970 jardas com 31 touchdowns e quatro interceptações. Em seu último jogo na faculdade contra Miami Hurricanes no Russell Athletic Bowl de 2013, ele completou 35 passes para 447 jardas, três touchdowns e foi nomeado o MVP do jogo.

### Estatísticas
| Ano      | Equipe     | Passando | Passando | Passando | Passando | Passando | Passando | Passando | Passando | Correndo | Correndo | Correndo | Correndo | Correndo |
| Ano      | Equipe     | Cmp      | Ten      | Jardas   | Pct      | TD       | Int      | Sck      | Rtg      | Ten      | Jardas   | Média    | Lng      | TD       |
| -------- | ---------- | -------- | -------- | -------- | -------- | -------- | -------- | -------- | -------- | -------- | -------- | -------- | -------- | -------- |
| 2011     | Louisville | 191      | 296      | 2 129    | 64,5%    | 14       | 12       | 33       | 132,4    | 89       | 66       | 0,7      | 26       | 4        |
| 2012     | Louisville | 287      | 419      | 3 718    | 68,5%    | 27       | 8        | 28       | 160,5    | 74       | 26       | 0,4      | 17       | 1        |
| 2013     | Louisville | 303      | 427      | 3 970    | 71%      | 31       | 4        | 28       | 169,7    | 63       | 78       | 1,2      | 20       | 1        |
| Carreira | Carreira   | 781      | 1 142    | 9 817    | 68,4%    | 72       | 24       | 83       | 157,2    | 226      | 170      | 0,8      | 26       | 6        |

## Carreira Profissional
Em abril de 2013, Bridgewater foi visto como um dos principais prospectos do Draft da NFL de 2014, ao lado de Jadeveon Clowney e Johnny Manziel. Relatórios disseram que, se ele tivesse sido elegível para o draft de 2013, ele provavelmente teria sido o primeiro quarterback escolhido. Ele foi projetado por muitos para ser a primeira escolha geral no draft. Em 1 de janeiro de 2014, Bridgewater anunciou que renunciaria ao seu último ano em Louisville.
| Altura      | Peso  | Comprimento do braço | Tamanho de mão | Corrida de 40 jardas | Corrida de 10 jardas | Corrida de 20 jardas | 20-ss  | 3-cone | Salto Vertical | Amplo  | Wonderlic |
| ----------- | ----- | -------------------- | -------------- | -------------------- | -------------------- | -------------------- | ------ | ------ | -------------- | ------ | --------- |
| 1.88 m      | 97 kg | 0.84 m               | 0,23 m         | 4.79 s               | 1.63 s               | 2.76 s               | 4.20 s | 7.17 s | 0,76 m         | 2.87 m | 20        |
| NFL Combine |       |                      |                |                      |                      |                      |        |        |                |        |           |

### Minnesota Vikings

#### Temporada de 2014

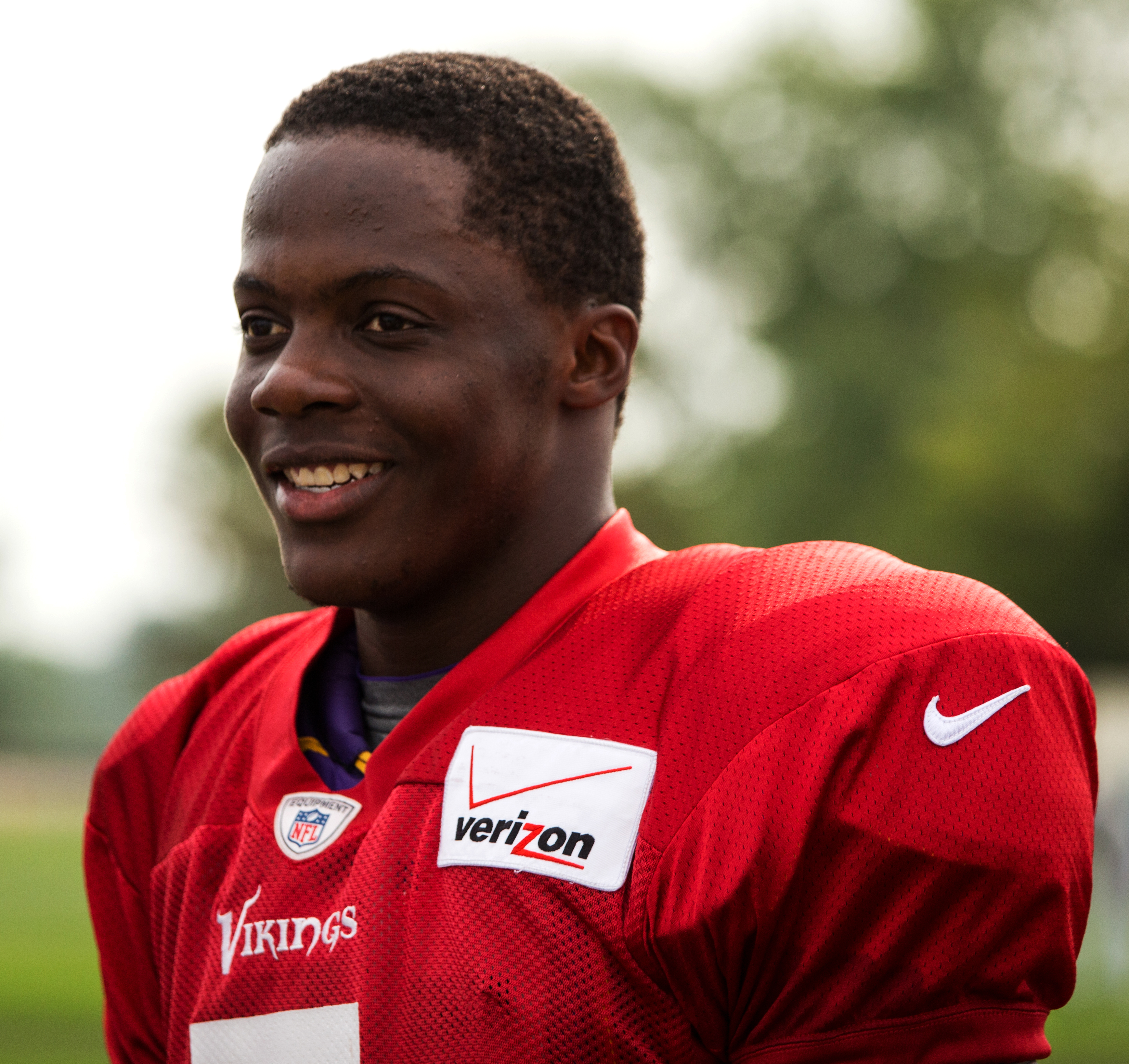
Bridgewater em um treinamento em 2014.

Bridgewater foi selecionada pelo Minnesota Vikings como a 32ª e última escolha da primeira rodada do draft. Os Vikings trocaram suas escolhas na segunda rodada e na quarta rodada com o Seattle Seahawks para subir e selecionar Bridgewater. Bridgewater assinou um contrato de quatro anos no valor de US $ 6,85 milhões com um bônus de assinatura de US $ 3,3 milhões com o Minnesota Vikings.
Bridgewater entrou na temporada como o quarterback reserva, atrás do veterano Matt Cassel, mas à frente de Christian Ponder. Bridgewater fez sua estréia na temporada regular em 21 de setembro de 2014, contra o New Orleans Saints, entrando no lugar do machucado Cassel e terminando o jogo com 150 jardas de passe.
Ele foi nomeado o quarterback titular para o restante da temporada depois de Cassel ter quebrado o pé no jogo acima mencionado. No domingo, 28 de setembro de 2014, ele fez seu primeiro jogo como titular contra Atlanta Falcons e venceu o jogo, em grande parte devido a suas 317 jardas passadas.
Depois de torcer o tornozelo durante o confronto com os Falcons, Bridgewater ficou inativo no próximo jogo contra o Green Bay Packers no Thursday Night Football na semana 5. Bridgewater conseguiu se recuperar para o jogo da semana 6 contra o Detroit Lions. No entanto, uma linha ofensiva fraca contra uma forte defesa dos Lions levou a uma derrota por 17-3. Bridgewater foi interceptado três vezes, teve dois passes desviados e foi sackado oito vezes. Na semana 7 contra o Buffalo Bills, Bridgewater lançou seu primeiro passe para touchdown para Cordarrelle Patterson. Apesar de ter sido cinco vezes sackado e ter feito duas interceptações, Bridgewater ajudou os Vikings a obter uma vantagem de 16-10 sobre os Bills. O esforço foi em vão pois os Bills virou o jogo para 17-16. Na semana seguinte contra o Tampa Bay Buccaneers, Bridgewater teve um desempenho de um touchdown, sem interceptação e foi sackado apenas uma vez. Ele liderou a equipe para empatar e levar para a prorrogação, onde Anthony Barr recuperou um fumble e deu a vitória pros Bucs por 19-13.
Sua terceira vitória como titular veio em uma vitória por 29-26 sobre o Washington Redskins, essa vitória quebrou um recorde da franquias compartilhado por Fran Tarkenton e Ponder de vitória de quarterback titulares novatos. Bridgewater aumentou esse recorde com vitórias sobre Carolina Panthers, New York Jets e Chicago Bears nas semanas 13, 14 e 17, respectivamente.
Bridgewater terminou a temporada de 2014 com 2.919 jardas de passes, 14 touchdowns, 12 interceptações e um rating de 85,2. Ele jogou em 13 jogos, sendo titular em 12 deles. Em 13 de janeiro de 2015, Bridgewater foi selecionado como o quarterback da equipe de novatos da NFL de 2014 pela Pro Football Writers of America. Bridgewater também ganhou o prêmio Pepsi Rookie of the Year 2014, votado pelos fãs.

#### Temporada de 2015

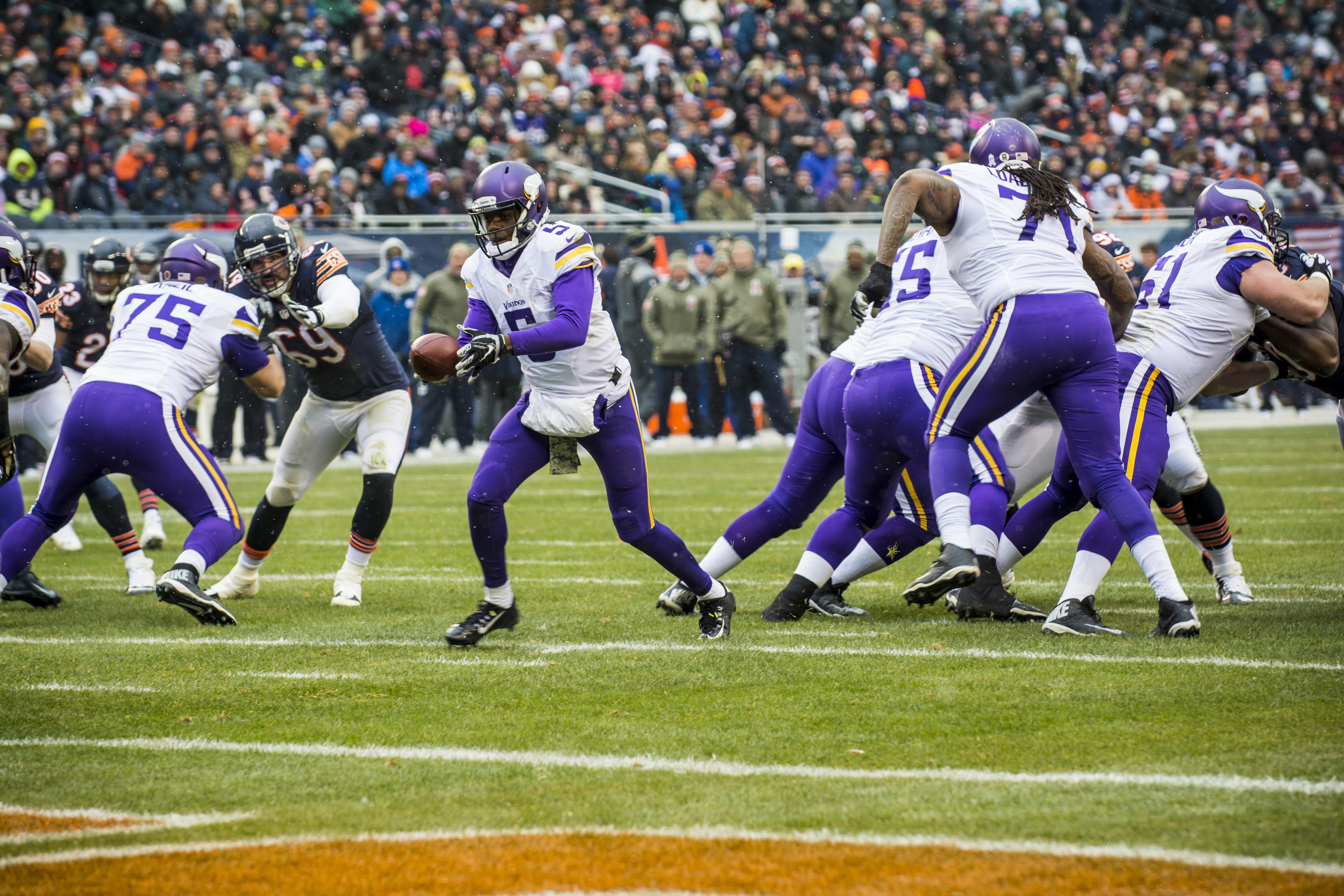
Bridgewater com a bola contra o Chicago Bears

Bridgewater não lançou para nenhum touchdowns mas teve uma interceptação e sofreu cinco sacks na derrota por 20-3 para o San Francisco 49ers no Monday Night Football na semana 1 de 2015. Ele lançou apenas 18 passes no próximo jogo, mas completou 14 desses passes para 153 jardas e um touchdown na vitória por 26-16 sobre o Detroit Lions, em casa. Bridgewater não teve um bom desempenho na semana 3 contra o San Diego Chargers, com 13 passes para 121 jardas e uma interceptação, mas os Vikings venceram o jogo por 31-14 com um forte desempenho da defesa e do running back, Adrian Peterson. Ele se recuperou no próximo jogo contra o Denver Broncos quando teve 27 passes para 269 jardas e um touchdown mas Minnesota perdeu por 23-20 com Bridgewater sendo sacado sete vezes. 
Vindo de uma semana sem jogo, ele completou 17 passes para 249 jardas com um passe para touchdown, mas ele também teve duas interceptações e Minnesota perdeu por 16-10 contra Kansas City Chiefs. Bridgewater, em seguida, teve indiscutivelmente o melhor jogo de sua carreira na semana seguinte contra o Detroit Lions em Detroit, acertando 25 passes, 316 jardas e dois touchdowns, incluindo seu primeiro passe para touchdown de Stefon Diggs. 
Aquele foi o quarto jogo da carreira com mais de 300+ jardas de Bridgewater e o segundo jogo de 300+ jardas de Bridgewater contra o Lions. 
Bridgewater teve 13 passes para 144 jardas, uma interceptação e correu para um touchdown e uma conversão de dois pontos contra o St. Louis Rams antes de sofrer uma pancada na cabeça de Lamarcus Joyner que tirou ele do jogo no quarto quarto. Minnesota ainda conseguiu uma vitória por 21-18 na prorrogação contra os Rams. Em casa contra o Chicago Bears na semana 15, Bridgewater completou 17 passes, quatro touchdowns e um touchdown corrido na vitória por 38-17, dando a ele seu melhor rating da carreira (154,4). 
Em uma luta pelo titulo da NFC North na semana 17 contra o Green Bay Packers, Bridgewater conectou apenas 52,6% de seus passes para 99 jardas e uma interceptação. Apesar de ter seu pior rating na carreira (45,7), os Vikings conseguiram a vitória por 20-13 e conquistaram seu primeiro título desde 2009. Em 25 de janeiro de 2016, ele foi chamado para seu primeiro Pro Bowl.
Em 10 de janeiro, na Rodada do Wild Card dos playoffs contra o Seattle Seahawks, Bridgewater fez 17 passes para 146 jardas, enquanto os Vikings perderam por 10-9.

#### Temporada de 2016
Durante um treino em 30 de agosto de 2016, Bridgewater sofreu uma lesão em sua perna esquerda. Uma ressonância magnética subseqüente confirmou que ele havia rasgado seu ligamento cruzado anterior e sofrido outros danos estruturais, incluindo um deslocamento da articulação do joelho. Como resultado, ele perdeu o resto da temporada de 2016. Após a perda da temporada de Bridgewater, os Vikings negociaram uma escolha na primeira rodada do Draft de 2017 e uma escolha condicional na quarta rodada do Draft da NFL de 2018 para o Philadelphia Eagles em troca do quarterback Sam Bradford.
Em 2016, os Vikings tiveram um recorde de 8-8, terminando em terceiro no NFC North e não indo aos playoffs, apesar de começar a temporada com um recorde de 5-0.

#### Temporada de 2017
Originalmente, a mídia relatou que a lesão de Bridgewater o manteria fora por 17 a 19 meses, o que significa que ele perderia toda a temporada de 2017. Em janeiro de 2017, os médicos confirmaram que a cura demoraria 19 meses.
Em 1 de maio de 2017, os Vikings declinaram a opção de quinto ano do contrato de Bridgewater, tornando-o um agente livre após a temporada de 2017.
Bridgewater começou a fazer trabalho individual em maio nos treinamentos dos Vikings. O treinador Mike Zimmer disse em 6 de junho, que Bridgewater "tem um longo caminho a percorrer" até que ele esteja totalmente curado, mas ficou impressionado com o seu progresso até aquele momento. No entanto, em 2 de setembro, os Vikings anunciaram que ele iria começar a temporada na lista PUP, o que significa que ele perderia os primeiros seis jogos do ano. No dia 16 de outubro, ele foi liberado para treinar, mas não pôde voltar à ação por mais 3 semanas.
Bridgewater foi mandado para a lista de jogadores aptos em 8 de novembro de 2017, para ser reserva de Caso Keenum. Bridgewater entrou no jogo da semana 15 contra o Cincinnati Bengals para Keenum poder descansar no quarto quarto. A torcida deu a Bridgewater uma ovação de pé quando ele entrou no campo. Bridgewater terminou o jogo com uma interceptação em duas tentativas de passe como os Vikings ganhando por 34-7.

### New York Jets

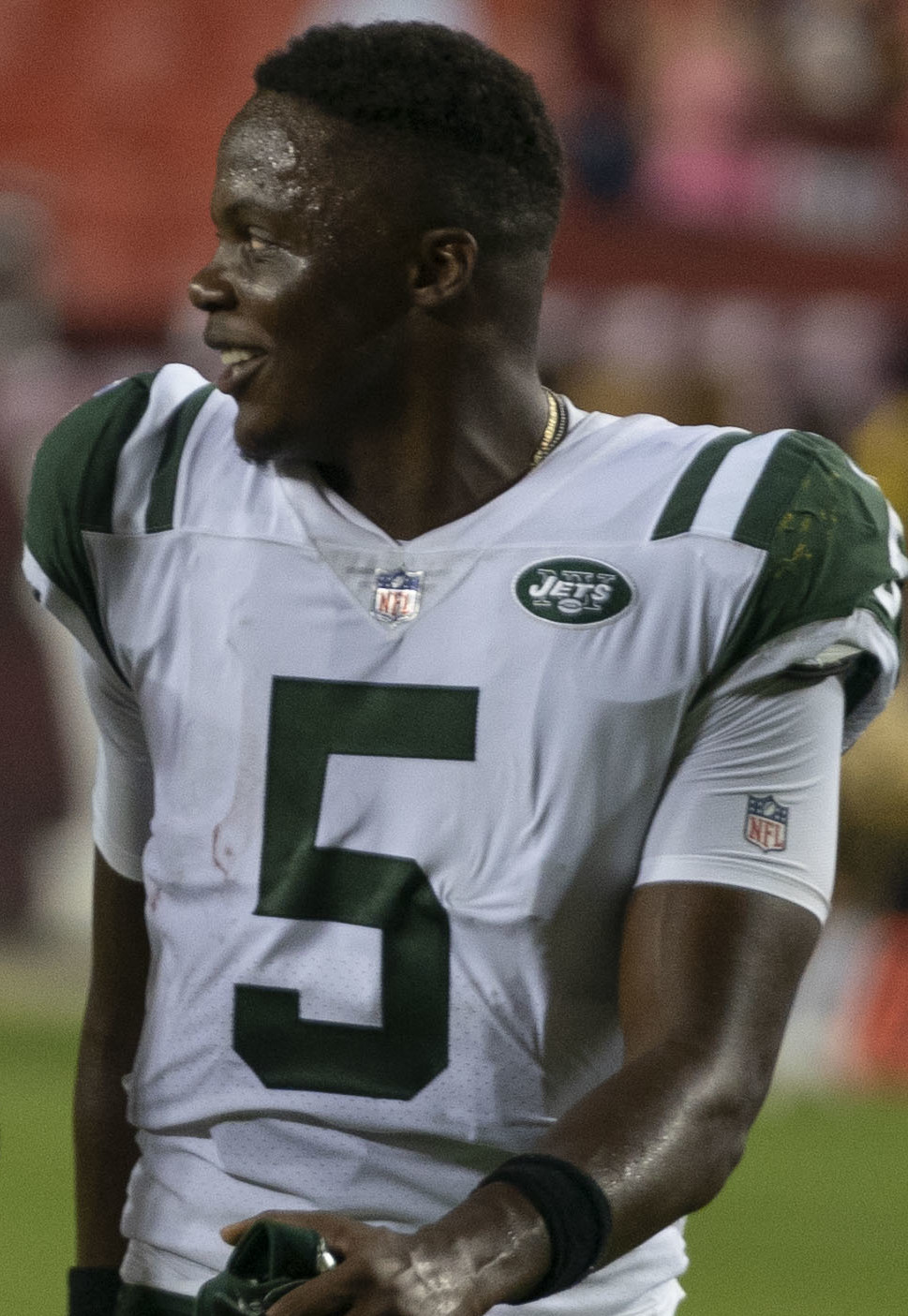
Bridgewater com os Jets em 2018

Em 18 de Março de 2018, Bridgewater assinou um contrato de um ano com o New York Jets. O contrato só garantiu um bônus de assinatura de US $ 500.000, embora ele pudesse fazer até um máximo de US $ 15 milhões e incentivos não garantidos.

### New Orleans Saints
Em 29 de agosto de 2018, os Jets trocaram Bridgewater e uma escolha de sexta rodada do draft de 2019 para o New Orleans Saints por uma escolha de terceira rodada de 2019. Em 28 de dezembro, no último jogo do ano, com os Saints já garantidos nos playoffs, Bridgewater foi o titular no jogo contra o Carolina Panthers. Este foi seu primeiro jogo como titular desde 2015, com ele completando 14 de 22 passes para 118 jardas, um touchdown e uma interceptação na derrota por 33 a 14.
Em 15 de março de 2019, Bridgewater renovou seu contrato com os Saints por um ano, valendo US$ 7,25 milhões de dólares. Na semana 2 da temporada de 2019, Drew Brees foi forçado a sair do jogo com uma contusão no dedão da mão direita, forçando Bridgewater a condição de titular. Brees retornou na semana 8. No total, em 2019, Bridgewater jogou cinco semanas e meia, lançando para 1 384 jardas e nove touchdowns (além de duas interceptações), completando 68% dos seus passes.

### Carolina Panthers

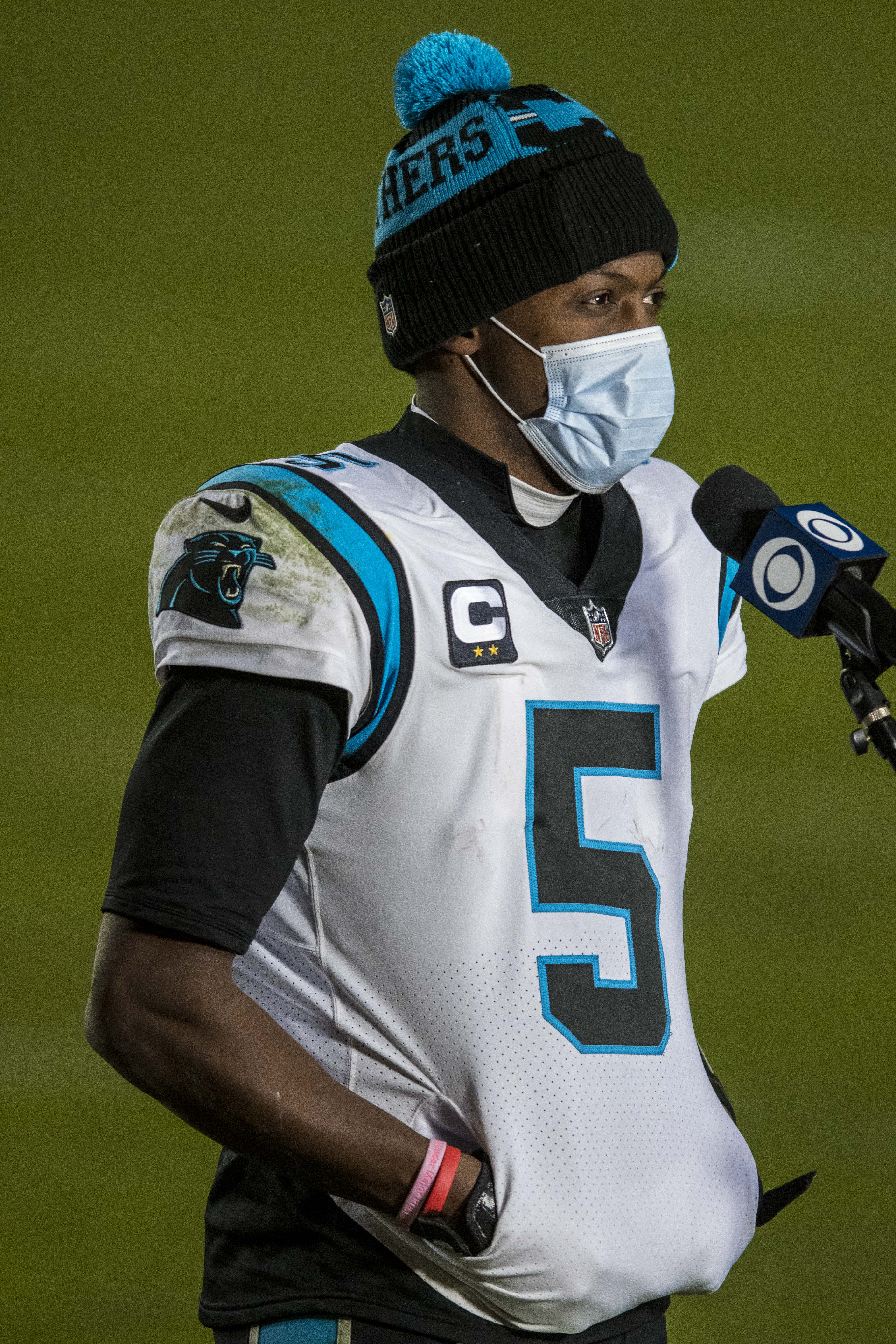
Bridgewater em 2020.

Em 17 de março de 2020, os Panthers anunciaram que tinham assinado um contrato com Bridgewater para substituir o veterano Cam Newton na posição de quarterback titular. Bridgewater terminou o ano de 2020 com alguns dos melhores números da carreira, incluindo em passes completados (340), jardas aéreas (3 733), touchdowns (15) e jardas terrestres (279).

### Denver Broncos
Em abril de 2021, Bridgewater foi trocado para os Broncos. Ele deveria competir pela vaga de quarterback com o titular Drew Lock. Em 25 de agosto de 2021, os Broncos anunciaram que Bridgewater seria de fato o titular.
Após começar 2021 com duas vitórias, o time de Denver demonstrou inconsistência como um todo. Bridgewater acabou sofrendo uma concussão da semana 15 na derrota para o Cincinnati Bengals e ficou de fora pelo restante do ano. Ele terminou o ano com 18 touchdowns (em quatorze jogos), a melhor marca da carreira.

### Miami Dolphins
Em 17 de março de 2022, Bridgewater assinou um contrato de um ano com o Miami Dolphins no valor de US$ 10 milhões de dólares. Ele acabou entrando em campo em cinco partidas, sendo duas delas como titular (os dois últimos jogos da temporada), após a contusão do quarterback Tua Tagovailoa.

### Detroit Lions
Em 7 de agosto de 2023, Bridgewater assinou um contrato com o Detroit Lions.
Bridgewater anunciou em 16 de dezembro de 2023 seus planos de se aposentar da NFL após o término da temporada e se tornar treinador de futebol americano do ensino médio. Bridgewater anunciou oficialmente sua aposentadoria em 2 de fevereiro de 2024.

## Estatísticas de NFL
| 2014     | MIN      | 13 | 259                         | 402                         | 64,4%                       | 2,919                       | 7,3                         | 14                          | 12                          | 85,2                        | 47                          | 209                         | 4.4                         | 1                           |                             |                             |                             |
| 2015     | MIN      | 16 | 292                         | 447                         | 65,3%                       | 3 231                       | 7,2                         | 14                          | 9                           | 88,7                        | 44                          | 192                         | 4,4                         | 3                           |                             |                             |                             |
| 2016     | MIN      | 0  | Não jogou devido a contusão | Não jogou devido a contusão | Não jogou devido a contusão | Não jogou devido a contusão | Não jogou devido a contusão | Não jogou devido a contusão | Não jogou devido a contusão | Não jogou devido a contusão | Não jogou devido a contusão | Não jogou devido a contusão | Não jogou devido a contusão | Não jogou devido a contusão | Não jogou devido a contusão | Não jogou devido a contusão | Não jogou devido a contusão |
| 2017     | MIN      | 1  | 0                           | 2                           | 0,0%                        | 0                           | 0,0                         | 0                           | 1                           | 0,0                         | 3                           | −3                          | −1,0                        | 0                           |                             |                             |                             |
| 2018     | MIN      | 5  | 14                          | 23                          | 60,9%                       | 118                         | 5,1                         | 1                           | 1                           | 70,6                        | 11                          | 5                           | 0,5                         | 0                           |                             |                             |                             |
| 2019     | NO       | 9  | 133                         | 196                         | 67,9%                       | 1 384                       | 7,1                         | 9                           | 2                           | 99,1                        | 28                          | 31                          | 1,1                         | 0                           |                             |                             |                             |
| 2020     | CAR      | 15 | 340                         | 492                         | 69,1%                       | 3 733                       | 7,6                         | 15                          | 11                          | 92,1                        | 53                          | 279                         | 5,3                         | 5                           |                             |                             |                             |
| 2021     | DEN      | 14 | 285                         | 426                         | 66,9%                       | 3 052                       | 7,2                         | 18                          | 7                           | 94,9                        | 30                          | 106                         | 3,5                         | 2                           |                             |                             |                             |
| 2022     | MIA      | 5  | 49                          | 79                          | 62%                         | 683                         | 8,6                         | 4                           | 4                           | 85,6                        | 3                           | 27                          | 9,0                         | 0                           |                             |                             |                             |
| 2023     | DET      | 0  | 0                           | 0                           | 0,0%                        | 0                           | 0,0                         | 0                           | 0                           | 0,0                         | 2                           | −2                          | −1.0                        | 0                           |                             |                             |                             |
| Carreira | Carreira | 78 | 1 372                       | 2 067                       | 66,4%                       | 15 120                      | 7,3                         | 75                          | 47                          | 90,5                        | 221                         | 844                         | 3,8                         | 11                          |                             |                             |                             |

### Recordes da NFL
- Maior porcentagem de conclusão em um único jogo por um quarterback estreante com pelo menos 40 tentativas: 75,6% (14 de dezembro de 2014)[61]
- Primeiro novato a completar mais de 70% dos seus passes em quatro jogos seguidos.

### Recordes dos Vikings
- Maior número de vitórias em uma temporada de um quarterback novato: 6
- Maior porcentagem de conclusão por um novato: 64,4
- Maior rating em uma única temporada por um novato: 85.2
- Mais tentativas de passes em uma temporada por um novato: 402
- Mais jogos com 30 tentativas de passe por um novato: 6
- Mais jogos com 40 tentativas de passe por um novato: 3
- Mais conclusões em uma temporada por um novato: 259
- Mais jardas passadas por um quarterback novato: 2.919
- Passe mais longo de um quarterback novato: 87
- Mais conclusões em um jogo por um novato: 31 (14 de dezembro de 2014)

## Vida Pessoal
Bridgewater é o caçula de quatro filhos. Ele se formou na Universidade de Louisville com uma licenciatura em Administração do Esporte após a temporada de futebol universitário de 2013. Sua mãe, Rose, é uma sobrevivente de câncer de mama.